# Die Frau, die gelogen hat
Die Frau, die gelogen hat (Originaltitel: The Lady Who Lied) ist ein US-amerikanisches Stummfilmdrama aus dem Jahr 1925 von Edwin Carewe mit Lewis Stone und Virginia Valli in den Hauptrollen. Das Drehbuch basiert auf der Kurzgeschichte Snake-Bite von Robert Smythe Hichens.

## Handlung
Als Fay Kennion ihren Verlobten Horace Pierpont in einer unschuldigen aber scheinbar kompromittierenden Situation mit der in ein Negligé gekleideten Fifi vorfindet, löst sie die Verlobung auf und heiratet stattdessen Alan Mortimer, einen schwachen und alkoholkranken Arzt, der in Algerien praktiziert. Horace folgt ihr nach Algerien und kann sie überzeugen, dass er von Fifi erpresst wurde. Er geht auf eine Safari und überredet Fay und den Arzt, ihn als seine Gäste zu begleiten. Trotz aufrichtiger Versuche, getrennt zu bleiben, finden Pierpont und Fay immer mehr zueinander und Mortimer entdeckt sie schließlich in einer leidenschaftlichen Umarmung.
Als Pierpont von einer Schlange gebissen wird und nur Mortimer ihn retten kann, weigert sich dieser zunächst. Aber Fay, die wieder tief in Pierpont verliebt ist, täuscht Liebe für ihren eigenen Ehemann vor und verspricht, mit ihm nach Algerien zurückzukehren, wenn er Pierpont hilft. Mortimer willigt schließlich ein und versorgt die Bisswunde, wodurch er Pierponts Leben rettet. Auf der Rückreise wird die Karawane von Banditen angegriffen, wobei Mortimer getötet wird. Nun sind Fay und Pierpont frei, gemeinsam ihr Glück zu finden.

## Hintergrund
Die Premiere des Films fand am 5. Juli 1925 in New York statt.
John DuCasse Schulze oblag die künstlerische Leitung.
Da keine Kopien der acht Filmrollen existieren, gilt der Film als verschollen.